# بتاح مس (كاهن آمون الأكبر)
بتاح مس أو پتاح مسي كان كاهنًا أكبر للإله آمون ووزيرًا على مصر العليا في عهد الملك أمنحتب الثالث من الأسرة المصرية الثامنة عشر. يختلف المؤرخون حول توقيت خدمته، حيث يرجح البعض أنه تولى مهامه في أواخر حكم أمنحتب الثالث، بينما يرى آخرون أنه بدأ في بداية حكمه.

## حياته
خلفه في منصب الوزير في الجنوب رعمسي (TT55). وتوجد عدة وثائق تحمل اسم بتاح مس موزعة بين المجموعات المصرية الأثرية في العالم، وتشير تلك الوثائق إلى أن نشاطه امتد إلى 28-30 عامًا بعد حكم أمنحتب الثالث.
يعرفنا نقش موجود في متحف الفنون الجميلة في ليون بشكل أفضل على هذا الرجل الذي جمع بين مناصب نادرة وهي: وزير، حاكم طيبة، وكاهن أكبر لآمون. يعود النقش إلى عهد أمنحتب الثالث حيث يظهر خرطوش الملك على النقش. النص مليء بالعبارات التمجيدية الموجهة إلى الإله أوزوريس، ويحتوي على صلوات تطلب من الإله أن يستفيد بتاح مس من القرابين المقدمة له في المعبد، ما يدعم فكرة أن اللوحة كانت في معبد أوزوريس وليس في مقبرة بتاح مس.
كما يشير النقش إلى توسعة مقبرة بتاح مس على نفقة الملك وأنها متصلة "بنصب جنازته في مدينة الخلود". يظهر النقش أبناؤه السبعة، وتذكر أسماؤهم: تحتمس (كاهن أكبر للإله حورس)، حوي (أخوه الأصغر)، ونفرتاري، وموت إم ويا، وحمت نتر، وموت نفرت، ونفرتاري الثانية. تشير التقديرات إلى أن بعض الأبناء كانوا صغارًا عند وضع النقش.

## الدفن
من المرجح أن بتاح مس دُفن في جبانة الأقصر. توجد أقماع جنائزية للكاهن الأكبر بتاح مس في مجموعة متحف المتروبوليتان للفنون في نيويورك.